# エンゼルケア
エンゼルケア(After Death Care、End of Life Care)とは、死後に行う処置、保清、エンゼルメイクなどの全ての死後ケアのことで、逝去時ケアとも呼ばれる。病院であれば、患者が亡くなった後、お見送りするまでを含めていう。以前は、死後処置と呼ばれたこともある。一般に、エンゼルケアと呼ばれるが、エンジェルケアではない。

## エンゼルメイク
エンゼルメイクは、医療行為による侵襲や病状、事故などによって失われた生前の面影を可能な範囲で取り戻すために行う顔の造作を整える作業や保清（ほせい、体の清潔を保つこと）を含んだ、ケアの一環としての死化粧のことである。また、エンゼルメイクは、グリーフ(Grief、悲哀、悲嘆の意)ケアの意味合いも合わせ持ち、亡くなった方の最後の顔を大切なものと考えた上で、その人らしい容貌、装いを整えるケア全般のことも意味している。以前は、死後処置と呼ばれたこともある。一般に、エンゼルケアと呼ばれる。

## 逝去時の一般的なケアの手順
1. 遺体のリスク評価と処置の選択
2. 腐敗・乾燥への対応
3. クリーニング
4. 口腔内・鼻腔内のケア
5. 下あごの固定（閉口のケア）
6. クレンジング、髭剃り、保湿ケア
7. 全身の清拭、患部・創傷の処置、ひげそり
8. 衣類の着付け、整髪、メイク
9. クリーニング（温めずに行う）

## エンゼルケアの意図と目的
- 遺体は、「人」である。- 御遺体を死体、モノと捉えるのではなく、息は引き取られたけれど、〇〇△△さんという人である、という視点に立つこと。
- 人は、「セルフケアする存在」(自分のことが自分でできる、日常生活行動、ADLが自分でできること。)であり、遺体は「まったくセルフケアができない状態」である。アメリカの看護学者ドロセア・オレムは、人を「セルフケアする存在」と定義した。さらに、病人は「病気によって一部セルフケアができない存在」であるから、そのできない部分を補うことが看護である、としている[5]。
- セルフケアを代理する。その人がその人であるため自分で一切できなくなったセルフケアを本人の代わりに行うことが、エンゼルケアである。
- 亡くなった人の権利。
広辞苑第六版には、人格権とは「人が自己の生命、身体、自由、名誉、プライバシーなどの人格的利益について有する権利」とある。亡くなった人の人格権についてはその有無について賛否両説がある。死者の名誉について定めた刑法230条2項や著作者人格権について定めた著作権法60条ほかなどから、死者の人格権を認める立場や、亡くなった人はその権利を行使できず代わりに誰がこれを行使すると定めた法律もないことから死亡時点で権利能力を失っているので死亡の時点で人格権も失われていると否定する立場もある。ただ、亡くなった人の人格権は否定されるとしても、亡くなった方の名誉など人格的利益を侵害することで遺族の人格権が侵害される場合はありうる、というのが通説である。

## 葬儀社との関係
看護師のエンゼルケアと葬儀社のサービスと競合するのではないかと懸念される部分もあるかと思われるが、病院で行うのは「退院の準備」、有料老人ホームや介護施設で行うのは「お帰りの準備」、在宅だと「お旅立ちの支度をする前に普段どおりにすごすための準備」という言い方をする。病院や介護施設は普段らしい顔を念頭に置いているが、葬儀社は葬式という儀式(キリスト教だと、昇天式、記念式)で大勢の人に対面するためのよそ行きのメイクということになり、多少の観点のズレがある。